# Apostolisches Vikariat Archipel der Komoren
Der Apostolische Vikariat Archipel der Komoren (lat.: Apostolicus Vicariatus Insularum Comorensium) ist ein römisch-katholisches Apostolisches Vikariat mit Sitz in Moroni und Mamoudzou. Es umfasst den Archipel der Komoren (Union der Komoren und Mayotte).

## Geschichte
Papst Paul VI. gründete die Apostolische Administratur Komoren am 5. Juni 1975 aus Gebietsabtretungen des Bistums Ambanja. Am 1. Mai 2010 wurde sie zum Apostolischen Vikariat erhoben.
Die Evangelisierung auf den Komoren ist in der Vergangenheit von den Kapuzinern durchgeführt worden. Mit der sinkenden Zahl der Mönche ist seit 1998 die Mission den Salvatorianern anvertraut.

## Ordinarien

### Apostolische Administratoren der Komoren
- Léon-Adolphe Messmer OFMCap (1975–1980)
- Jean Eugène Berchmans Jung OFMCap (1980–1983)
- Jan Szpilka SDS (1998–2006)
- Jan Geerits SDS (2006–2010)

### Apostolischer Vikar des Archipels der Komoren
- Charles Mahuza Yava SDS (seit 2010)